# Jack Allen (cầu thủ bóng đá, sinh năm 1891)
Albert John Allen (16 tháng 10 năm 1891 – 23 tháng 10 năm 1971) là một cầu thủ bóng đá người Anh thi đấu ở Football League cho Glossop, Manchester City, Southport và Crewe Alexandra. Ông sinh ra ở Moston, Greater Manchester.